# Carles de Lotaríngia

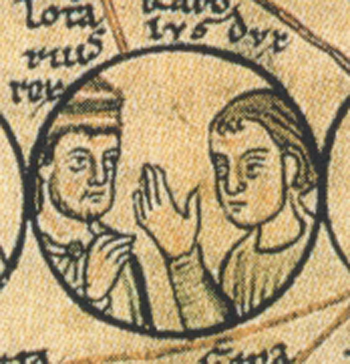
Carles i el seu germà Lotari

Carles de Lotaríngia o de Lorena (Laon, cap al 953 - Orleans, 993) va ser duc de la Baixa Lotaríngia.

## Orígens familiars
Fill de Lluís IV de França i de la seva esposa Gerberga de Saxònia, era germà menor del rei Lotari I de França i descendent de Carlemany en sisena generació.

## Exclusió del tron dels Francs
El seu pare va posar sota el seu poder les terres de la Borgonya, però el seu germà Lotari les hi va reclamar en assolir la majoria d'edat. El 977 va acusar l'esposa de Lotari, Emma, filla de Lotari II d'Itàlia, de cometre adulteri amb Adalberó bisbe de Laon. El concili de Sainte-Macre que tingué lloc a Fismes, a prop de Reims va exonerar la reina i al bisbe, però Carles va mantenir l'acusació i es va haver d'exiliar a la cort del seu cosí Odó II. Aquest li va prometre que li donaria la corona de França tan aviat se'n desempallegués de Lotari; Carles, a canvi, li donaria el ducat de Lorena.
El 978 Lotari va envair Alemanya i va fer seva la capital de l'Imperi, Aquisgrà, però l'expedició, per altra banda, va ser un fracàs doncs no va capturar ni Odó II ni Carles. A l'octubre van ser aquests qui van envair França, devastant les terres de Reims, Soissons, i Laon. En aquesta darrera ciutat Carles va ser coronat per Teodoric I, bisbe de Metz. Lotari va fugir a Paris on va patir setge. El 30 de novembre Odó i Carles van abandonar el setge forçats per un exèrcit d'ajuda enviat per Hug Capet. Lotari i Hug Capet van empaitar al rei alemany i a Carles fins Aachen i van recuperar Laon.
Com que Carles havia estat vassall de Lotari, els seus actes en benefici d'Odó van ser considerats traïció i per aquest motiu se'l va excloure de la línia successòria al tron de França. A la mort del rei dels francs, Lotari I, el 986, els nobles van elegir el fill del difunt, Lluís. Aquest va regnar amb el nom de Lluís V però només durant uns pocs mesos, des del 2 de març del 986 fins a la seva mort accidental el 21 de maig del 987. En tornar a quedar vacant el tron, la majoria dels nobles van proposar a Hug Capet com a nou candidat. Així la dinastia dels Capet va arribar al tron sense tenir en compte a Carles. El matrimoni de Carles amb la filla d'un vassall d'Hug, de baixa procedència, va ser usat com excusa pels seus oponents per excloure'l de la successió. El clergat, amb Adalberó i Gerbert (futur Papa Silvestre II), també va preferir la candidatura d'Hug. Carles va deixar el ducat en mans del seu fill gran Odó per a dedicar totes les seves energies en fer la guerra a Hug. Va ocupar amb el seu exèrcit Reims i Laon. Malgrat tot, el 26 de març va ser capturat i va ser empresonat juntament amb el seu fill Lluís sota la custòdia del bisbe Adalberon, a Orleans, on va morir poc després abans d'acabar-se l'any 993.

## Núpcies i descendents
Es va casar el 970 amb una filla de Robert de Vermandois comte de Meaux i de Troyes.
es va casar en segones núpcies amb Adelais, filla d'un vassall d'Hug Capet.
Podria haver estat casat per tercera vegada amb Bonne, filla de Godfrey I, comte de Verdun.
va tenir fills amb la segona i tercera esposa:
- Odó, que el va succeir com a duc de la Baixa Lotaríngia
- Adelaida
- Gerberga de la Baixa Lorena, comtessa de Brussel·les, casada amb Lambert I, comte de Lovaina
- LLuís, va acompanyar el seu pare a França i va morir en presidi
- Carles (n. 989)
- Ermengarda, casada amb Albert I comte de Namur

## Estudi posterior
El 1666 el sepulcre de Carles a la basílica de sant Servaci a Maastricht va ser exhumat. Segons sembla per l'estudi fet, hauria estat soterrat el 1001, però aquesta no hauria sigut la data de la seva mort.